# Curculioides
Genre
Curculioides est un genre fossile de ricinules de la famille des Curculioididae.

## Distribution
Les espèces de ce genre ont été découvertes aux États-Unis en Illinois, en Allemagne et en Angleterre. Elles datent du Carbonifère.

## Liste des espèces
Selon World Spider Catalog (version 20.5, 2020) :
- † Curculioides adompha Brauckmann, 1987
- † Curculioides ansticii Buckland, 1837
- † Curculioides eltringhami Petrunkevitch, 1949
- † Curculioides gigas Selden, 1992
- † Curculioides granulatus Petrunkevitch, 1949
- † Curculioides mcluckiei Selden, 1992
- † Curculioides pococki Selden, 1992
- † Curculioides scaber (Scudder, 1890)

et décrite depuis :
- † Curculioides bohemondi Whalen & Selden, 2020

## Publication originale
- Buckland, 1837 : The Bridgewater treatises on the power, wisdom and goodness of God as manifested in the creation. Treatise IV. Geology and mineralogy with reference to natural theology. 2nd Edition. William Pickering, Londres, (en).